# Alaska National Interest Lands Conservation Act

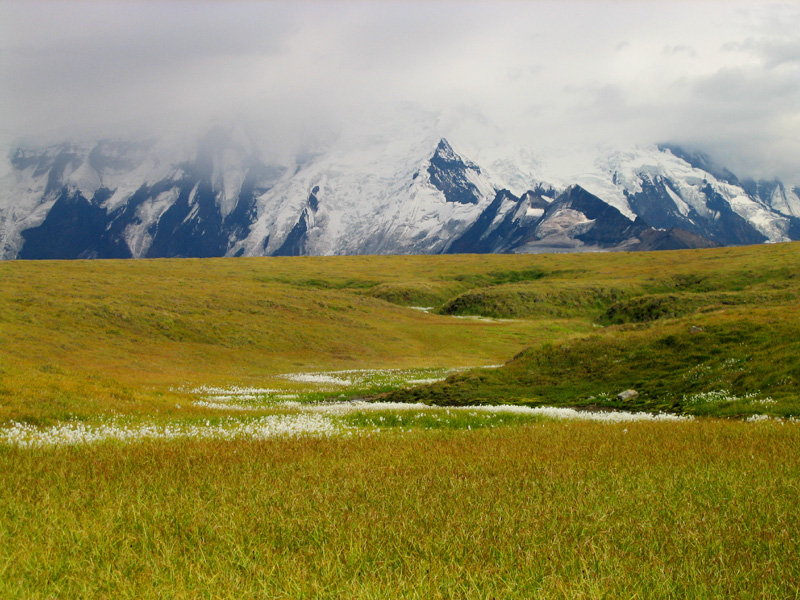
Wrangell - Parc national et réserve de St Elias.

Lire en ligne

lire en ligne

L'Alaska National Interest Lands Conservation Act (ANILCA, en français Loi sur la conservation des terres d'intérêt national de l'Alaska) est une loi fédérale américaine adoptée le 12 novembre 1980 par le Congrès américain et promulguée par le président Jimmy Carter le 2 décembre de la même année. L'ANILCA a fourni divers degrés de protection spéciale à plus de 157 000 000 d'acres de terres, dont des parcs nationaux, des refuges nationaux pour la faune, des monuments nationaux, des rivières sauvages et pittoresques, des zones de loisirs, des forêts nationales et des zones de conservation. Il s'agissait, et reste à ce jour, de la plus grande expansion de terres protégées de l'histoire, et a plus que doublé la taille du réseau de parcs nationaux américains.
La loi prévoyait 43 585 000 acres de nouveaux parcs nationaux en Alaska ; l'ajout de 9,8 millions d'acres au National Wildlife Refuge System ; vingt-cinq rivières sauvages et pittoresques, avec douze autres à étudier pour cette désignation ; la création de Misty Fjords et d'Admiralty Island National Monuments dans le sud-est de l'Alaska ; la création de l'aire de conservation nationale de Steese et de l'aire de loisirs nationale des Montagnes Blanches, gérées par le Bureau of Land Management, l'ajout de 9,1 millions d'acres au Wilderness Preservation System et l'ajout de 3 350 000 acres aux forêts nationales de Tongass et de Chugach.

## Aires protégées

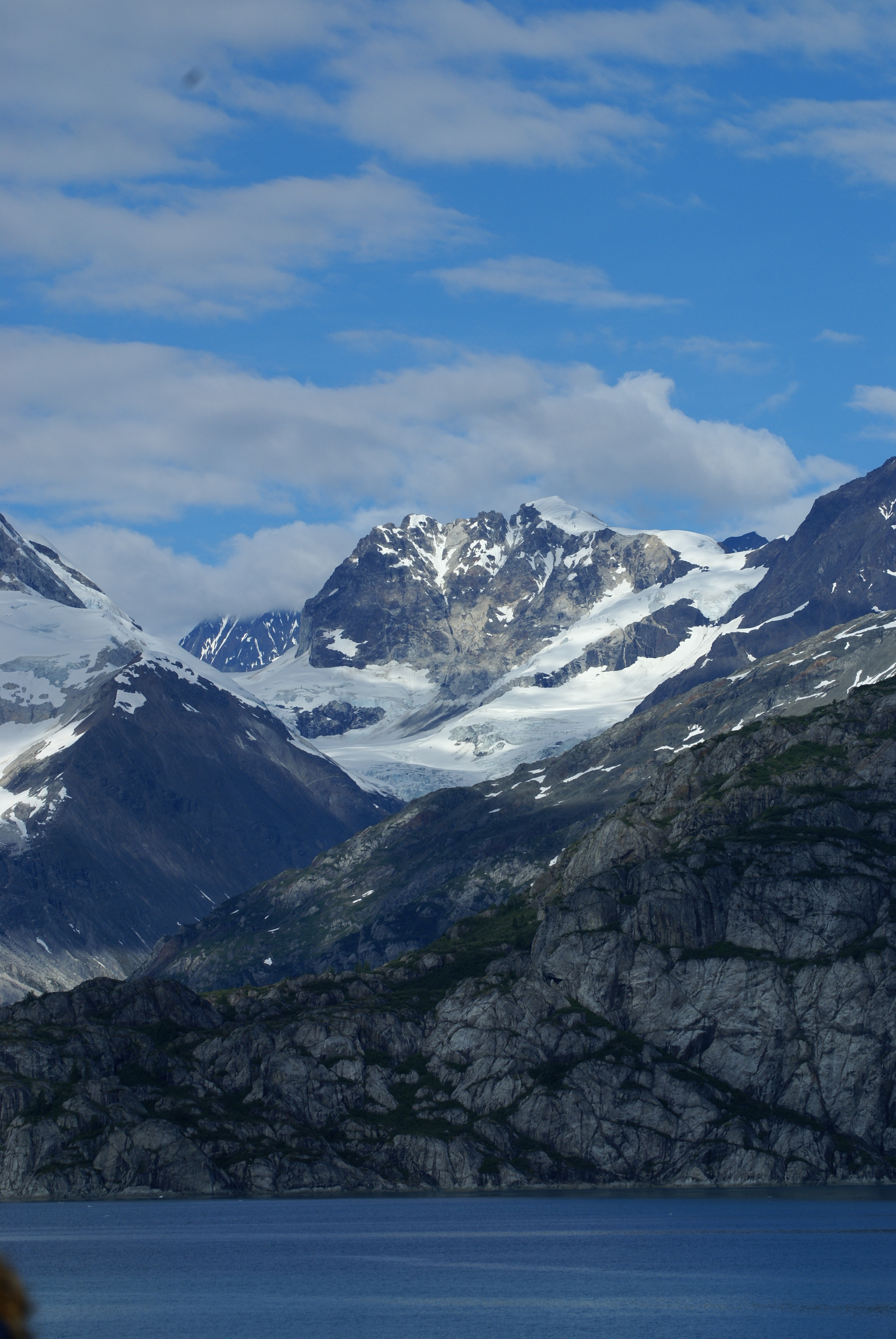
Parc national et réserve de Glacier Bay.

La loi prévoyait la création ou l'expansion de plusieurs unités du système de conservation (USC), notamment : 
- des changements importants au Refuge faunique national Arctic
- Monument national de l'île de l'Amirauté
- Monument national et réserve d'Aniakchak
- Réserve nationale de Bering Land Bridge
- Monument national du cap Krusenstern
- Parc national et réserve du Denali
- Parc national et réserve des Gates of the Arctic
- Parc national et réserve de Glacier Bay
- Parc national et réserve de Katmai
- Parc national des Kenai Fjords
- Refuge faunique national de Kenai
- Parc national de Kobuk Valley
- Parc national et réserve de Lake Clark
- Monument national des Fjords brumeux
- Réserve nationale Noatak
- Parc national de Wrangell–Saint-Élie
- Réserve nationale Yukon-Charley Rivers
- Refuge faunique national du delta du Yukon
- Refuge faunique national des Yukon Flats

## Alaska Native Claims Settlement Act(ANCSA)
En 1971, la Loi sur le règlement des revendications des autochtones de l'Alaska (Alaska Native Claims Settlement Act (ANCSA)) a été promulguée pour résoudre les problèmes de longue date entourant les revendications territoriales des autochtones en Alaska, ainsi que pour stimuler le développement économique dans l'ensemble de l'Alaska. L’article 17 d) 1) accordait au Secrétaire de l’intérieur quatre-vingt-dix jours pour retirer du développement toutes les terres nécessaires « pour assurer que l’intérêt public de ces terres était correctement protégé ». En outre, l'article 17 d) 2) de la loi a ordonné au Secrétaire de l'intérieur de retirer jusqu'à 80 millions d'acres de terres du développement à des fins de conservation. Ces terres, appelées terres « d-2 », devaient être disponibles pour une désignation éventuelle au Congrès comme parcs nationaux, refuges fauniques, rivières sauvages et panoramiques ou forêts nationales. La disposition « d-2 » de l'ANCSA a donné au secrétaire neuf mois pour retirer les terres avant qu'elles ne rouvrent au développement. Le 17 décembre 1972, le secrétaire de l'Intérieur Morton a transmis 127 100 000 acres de terres sélectionnées au Congrès en vertu des paragraphes 17 (d) (1) et 17 (d) (2), connus sous le nom de « proposition Morton ». Ces terres ont été retirées de toutes les formes d'appropriation publique en vertu des lois sur les terres publiques en attendant une action du Congrès, ouvrant la voie à l'adoption éventuelle de l'Alaska National Interest Lands Conservation Act (ANILCA).

## Dispositions de temporisation
Comme indiqué, la disposition « d-2 » de l'ANCSA a fixé un délai pour que le secrétaire retire les terres dans les neuf mois suivant le passage de l'ANCSA. De plus, l'ANCSA a également fixé un délai pour que le Congrès agisse sur le retrait du secrétaire dans les 5 ans suivant le passage de l'ANCSA ; si le Secrétaire n'agissait pas pour retirer les terres affectées à des protections spéciales dans les neuf mois suivant le passage de l'ANCSA, ou si le Congrès n'agissait pas pour appliquer la sélection du Secrétaire dans les cinq ans suivant le passage de l'ANCSA, les terres seraient rouvertes au développement.

## Législation précoce
Le 29 janvier 1973, le membre du Congrès James A. Haley a présenté la proposition Morton sous le numéro HR 12336, et le lendemain, le sénateur Henry M. Jackson a présenté la version sénatoriale du projet de loi. Ces projets de loi étaient les premiers de nombreuses propositions échouées conduisant à l'adoption éventuelle de l'ANILCA sept ans plus tard. Au cours des sept années, de nombreux projets de loi ont été présentés avec un large éventail de propositions d'aliénation des terres sélectionnées. Alors que la date du coucher du soleil approchait en 1978, les deux chambres du Congrès se sont précipitées pour adopter un projet de loi. Le 19 mai 1978, HR 39 a été adoptée par la Chambre des représentants. HR 39 a été renvoyé au Comité sénatorial de l'énergie et des ressources naturelles pour annotation et combiné avec un certain nombre d'autres projets de loi concernant les terres de l'Alaska. Le sénateur Ted Stevens de l'Alaska a contribué à apporter des changements importants à la résolution originale de la Chambre. Le projet de loi final soumis par le comité sénatorial de l'énergie a été jugé inacceptable par l'administration Carter et les partisans de HR 39 à la Chambre. Le temps restant avant l'ajournement étant limité, la Chambre et le Sénat se sont réunis afin de résoudre les divergences entre les deux projets de loi. Le sénateur Mike Gravel de l'Alaska s'est inséré dans les négociations, faisant un certain nombre de nouvelles demandes qui ne figurent dans aucun des deux projets de loi. Les modifications apportées au projet de loi n'ont pas satisfait Gravel, et il a refusé d'appuyer le projet de loi. L'ajournement approchant à grands pas, une disposition visant à étendre les protections (d) (2) pour un an de plus afin de donner plus de temps pour adopter un projet de loi a été adoptée à la Chambre et présentée au Sénat le 16 octobre 1978. Le sénateur Gravel a menacé de faire obstruction et la disposition n'a pas été adoptée par le Sénat. La disposition d'extinction de l'article d) 2) de l'ANCSA devait expirer le 18 décembre 1978.

## Utilisation de la loi sur les antiquités

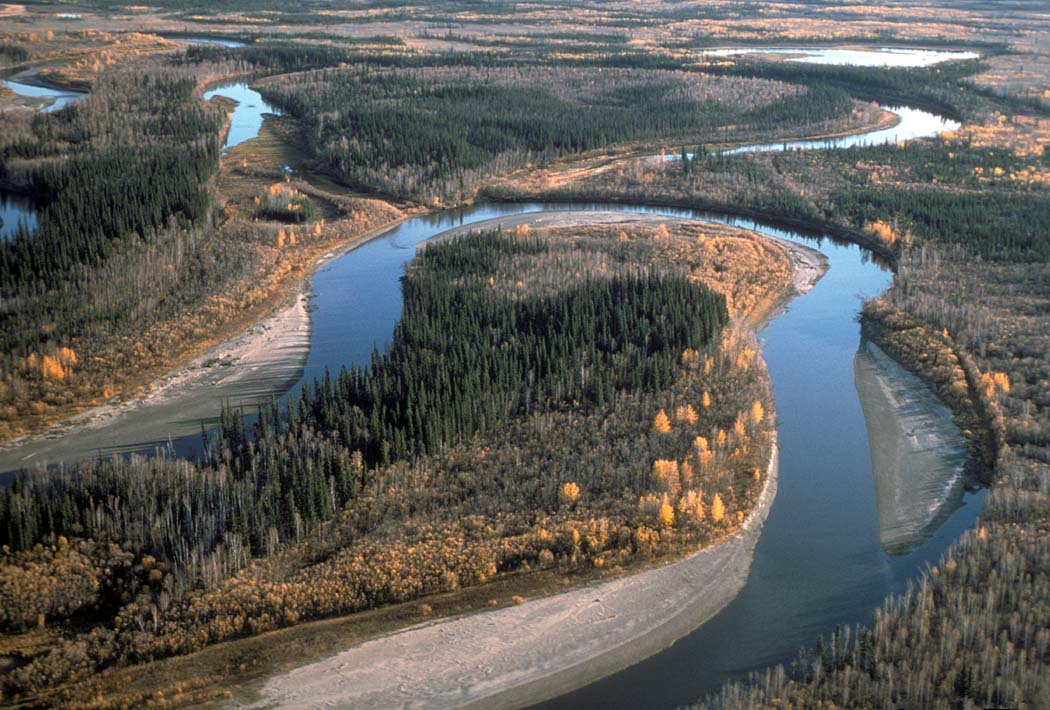
Refuge national de faune du Yukon Flats.

Le ministère de l'Intérieur et le National Park Service s'inquiètent alors que 1978 traîne en longueur qu'aucune action ne sera prise sur les « terres d'intérêt national » incluses dans la proposition Morton, et dès juillet 1978, le Park Service avait pris les premières mesures pour obtenir protection quand il a commencé à rédiger des proclamations de monuments nationaux pour les zones NPS proposées.
Le président Carter a utilisé la loi sur les antiquités pour désigner 56 millions d'acres en tant que monuments nationaux par décret du 1er décembre 1978. Une grande partie des terres désignées monument national faisaient partie de la proposition originale de Morton. 40 millions d'acres supplémentaires ont été retirés en vertu de l'article 204 (c) de la Federal Lands Policy Management Act par le secrétaire Andrus.
Carter a déclaré qu'il avait été contraint d'utiliser la Loi sur les antiquités par le refus du Congrès d'agir dans un délai raisonnable, mais ses actions ont néanmoins provoqué une large protestation à travers l'Alaska. Le président Carter a été brûlé en effigie à Fairbanks. Les résidents de la région de Cantwell ont entrepris un grand acte de désobéissance civile connu sous le nom de Great Denali Trespass &#x2014 ; ils sont entrés dans le parc, ont tiré avec des fusils, ont fait des feux de camp et ont mené diverses autres activités interdites par la réglementation fédérale. Les villes d'Eagle et de Glennallen, toutes deux à l'ombre de nouveaux monuments, ont produit des proclamations officielles déclarant que les villes ne soutiendraient pas les autorités du NPS, n'appliqueraient pas les règlements du NPS et abriteraient les individus qui les enfreignaient.
Bien que ces manifestations se soient poursuivies pendant un certain temps, la désignation des monuments a brisé l'opposition législative à l'ANILCA. Certains membres du Congrès et diverses industries pétrolières et gazières, ainsi que d'autres intérêts en matière de développement, ont continué de s'opposer à l'adoption du projet de loi, mais à la suite des proclamations de Carter, la plupart des opposants ont reconnu la nécessité de travailler à l'adoption d'un projet de loi acceptable, plutôt qu'à aucun projet de loi au tout. Cependant, en 1978, 75 sièges à la Chambre des représentants avaient changé de mains, produisant un organe beaucoup plus conservateur que celui qui avait soutenu l'utilisation par Carter de la loi sur les antiquités. Les promoteurs ont été contraints de continuer à travailler sur des compromis, et l'adoption du projet de loi a été encore retardée.

## Dernier passage
Début novembre 1980, Jimmy Carter a perdu sa réélection face à Ronald Reagan et le Parti républicain a remporté la majorité des sièges au Sénat. Les écologistes et autres partisans de la législation ont reconnu que s'ils n'acceptaient pas le compromis alors sur la table, ils seraient obligés de recommencer au prochain Congrès avec décidément moins de soutien. Le projet de loi a été adopté fin novembre et promulgué par le président Carter en décembre.

## Certaines dispositions de l'ANILCA
- Les terres revendiquées par les autochtones de l'Alaska en vertu de l'ANCSA sont officiellement reconnues.
- Les revendications territoriales des autochtones en attente au 18 décembre 1971 sont officiellement approuvées.
- Les contrats de bois existants doivent être remplis de bois provenant d'autres terres forestières nationales.
- Si les terres privées sont entourées d'unités du système de conservation, un accès « adéquat et faisable » doit être garanti.

## Ramifications
Le sénateur Mike Gravel, quant à lui, a pris un blâme considérable en Alaska pour avoir forcé Carter à appliquer la loi sur les antiquités. Bien que Carter n'ait pas été tenu pour responsable de la création des nouveaux monuments nationaux, Gravel a également été réprimandé pour la décision impopulaire et la candidature de son parti à son siège au Sénat a été refusée lors des élections de 1980.
Avec le temps, cependant, et maintenant, plusieurs décennies plus tard, le soutien à la vision d'ANILCA a augmenté, même parmi les anciens détracteurs de l'Alaska - alors que les parcs, monuments, refuges et autres zones spectaculaires mis de côté par la législation de 1980 sont devenus une aubaine importante pour le tourisme en Alaska et l'économie de l'État. Un sondage téléphonique en 2000 a montré que 45 % des Alaskiens soutenaient la protection de la zone de plaine côtière désignée par l'ANILCA 1002 de l'Arctic National Wildlife Refuge, l'aspect le plus controversé des zones protégées de l'ANILCA, tandis que 49 % s'opposaient à la protection.

### Impact sur les autochtones de l'Alaska
En vertu du titre VIII, Gestion et utilisation de la subsistance, non seulement les autochtones de l'Alaska, mais aussi les résidents ruraux ont obtenu des droits de chasse et de pêche lorsque le poisson et le gibier ne sont pas menacés de l'extérieur. En outre, le projet de loi a accéléré la promulgation de l'Alaska Native Claims Settlement Act de 1971.